# John Doubleday (Restaurator)

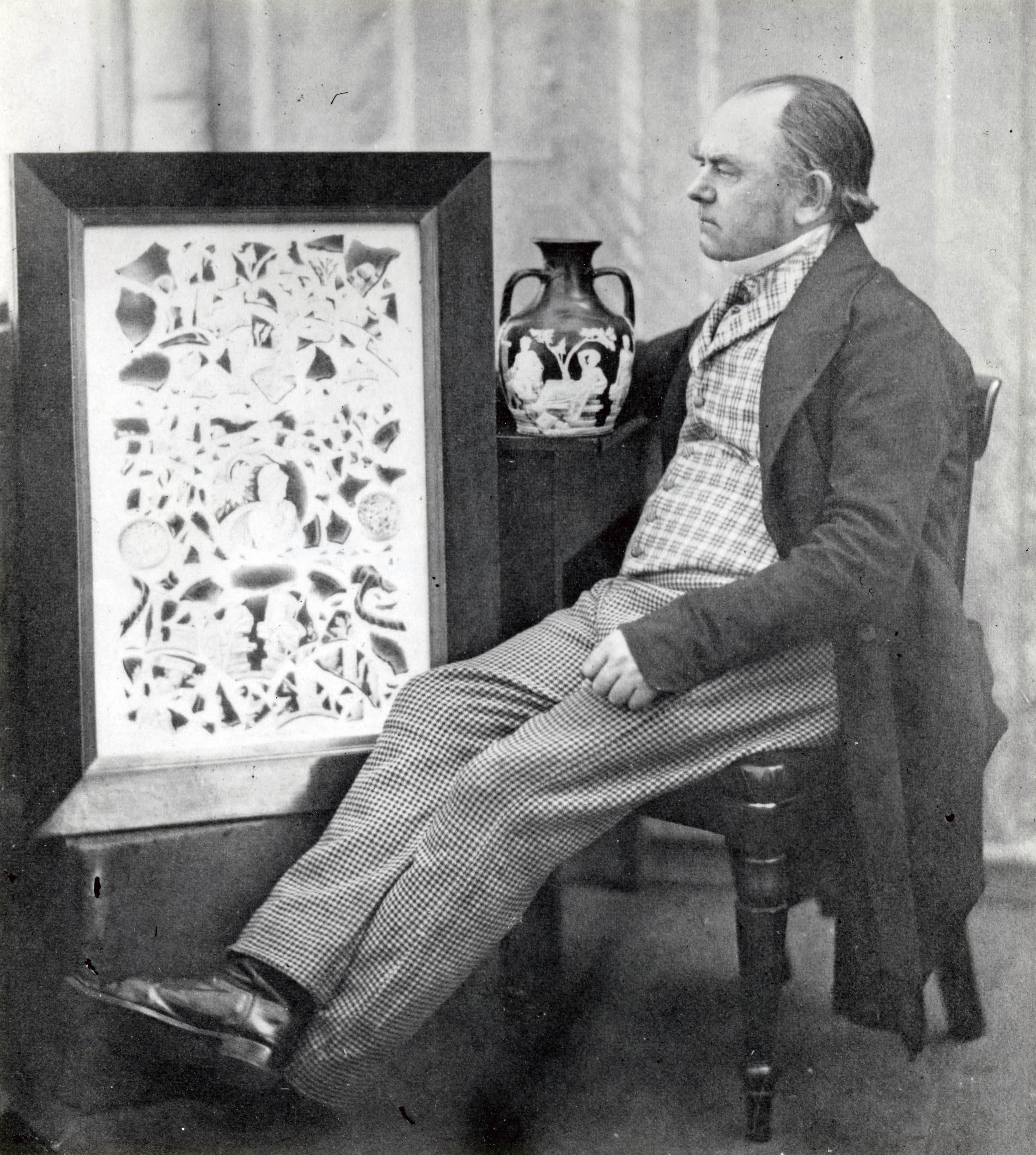
John Doubleday und die Portlandvase

Doubledays Signatur auf der Portlandvase

John Doubleday (* zwischen 1796 und 1799; † 25. Januar 1856 in London) war ein britischer Restaurator und Antiquitätenhändler. Er wurde bekannt für die Wiederherstellung der zuvor zerstörten Portlandvase.

## Leben

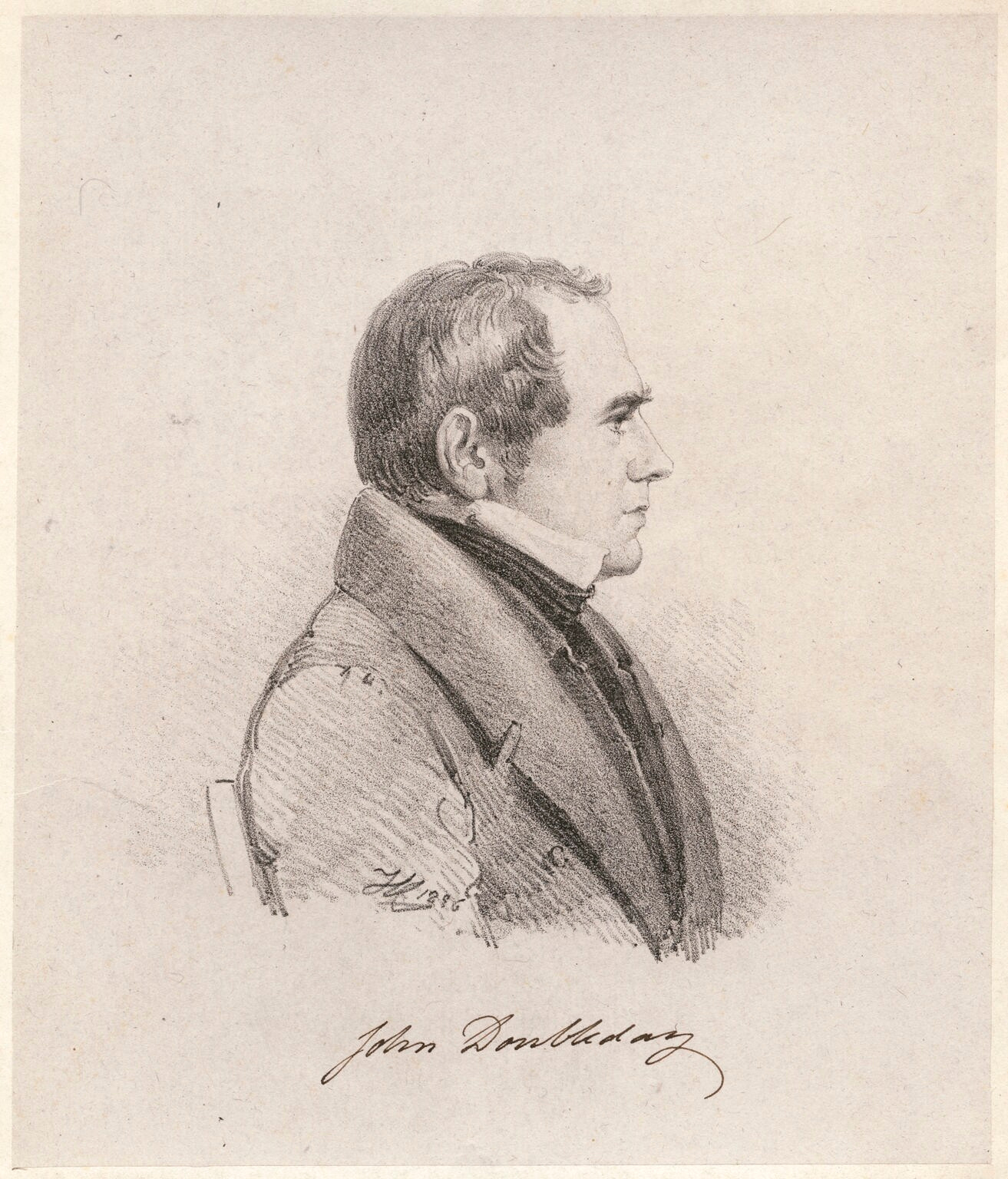
John Doubleday (1836)

Doubledays Herkunft und Lebensdaten sind unklar. Laut der Englisch Cyclopedia stammte er aus Amerika. Gemäß einer Volkszählung, die im Jahr 1851 erfolgte, war er ein britischer Staatsbürger, der in New York geboren worden sei. Sollte dies der Fall sein, könnte er nicht ein Mann gleichen Namens gewesen sein, der am 26. Februar 1798 geboren, am 22. April 1798 an der Londoner St. Mary Marylebonekirche getauft wurde und ein Sohn von John und Sarah Doubleday war.
Doubleday heiratete vermutlich im Jahr 1732 eine Frau namens Elisabeth, mit der er fünf Kinder hatte, von denen das Jüngste namens Elisabeth 1733 zur Welt kam. Von 1832 bis 1833 wohnte er in der 5 Hyde Street in London, von 1834 bis 1840 in der 32 Little Russell Street und von 1845 bis 1856 in der 5 Little Russell Street. Bei der Volkszählung von 1851 wurde er als 53-jähriger Künstler namens John Doublday genannt, der in New York geboren sei.
Am 19. Januar 1856 schrieb Doubleday sein Testament, das am 28. Februar desselben Jahres eröffnet wurde. Sein gesamtes Vermögen vermachte er der Jungfer Elizabeth Bewsey, deren Vater und Buchbinder James Bewsey verstorben war. Ungewöhnlich ist, dass er seine Frau und die gemeinsamen Töchter nicht bedachte. Seine Bücherei wurde im Jahr 1857 bei Sotheby’s verkauft.
Gemäß einem Nachruf starb Doubleday nach längerer, schwerer Krankheit. Vor seinem Tod sei er derart schwer krank gewesen, dass man ihn über Monate nicht habe kontaktieren können. Er wurde auf dem Kensal Green Cemetery beigesetzt. Seine Frau wohnte nach seinem Tod für mehrere Jahre in der 5 Little Russell Street, wo sie bei einer Volkszählung des Jahres 1861 gemeinsam mit zwei Töchtern geführt wurde.

## Wirken
Doubleday arbeitete zunächst für mehr als 20 Jahre im Büro einer Druckerei. Er beaufsichtigte währenddessen die Herstellung der Lettern und erwarb dabei umfassende Kenntnisse im Bereich der Umformung von Metallen und anderen Werkstoffen. Diese halfen ihm später bei der Erkennung von Fälschungen und dem Umgang mit Antiquitäten. Danach kopierte er Medaillen, historische Siegel und Münzen und erfand dabei neue Methoden zur Münzproduktion. Er goss für die Royal Mint und gehörte zu den Gründungsmitgliedern der Royal Numismatic Society.
Im Jahr 1830 überließ Doubleday dem British Museum, in dessen Nähe er wohnte, eine Sammlung von Abgüssen mittelalterlicher Siegel. In einem zwei Jahre später erstellten Adressbuch wurde er an der 5 Hyde Street als Händler von Kuriositäten, Bildern und Schalen geführt, im Folgejahr als Händler von historischen Siegeln erwähnt. Gemäß einem Bericht eines amerikanischen Besuchers aus dem Jahr 1834 im American Journal of Science and Arts durfte Doubleday alle Gegenstände des British Museums und der Pariser Bibliotheque Royale kopieren. Zu diesem Zeitpunkt bot er Kopien von 6000 griechischen, 2050 bronzenen, 1000 silbernen, 500 goldenen römischen Münzen und 300 römischen Medaillen an. Die Londoner Universität bezog für Studienzwecke ausschließlich seine Abgüsse und sparte damit im Lehrbetrieb enorm viel Geld. Im Jahr 1851 besaß er Vorlagen für mehr als 10.000 Siegel.

## Arbeiten für das British Museum
Von 1836 bis 1856 war Doubleday für das British Museum tätig. Er arbeitete als freier Angestellter und sollte in der entsprechenden Abteilung des Museums Antiquitäten restaurieren. Er galt als der erste professionelle Restaurator des Museums, für das er auch als Verkaufsagent tätig wurde.
Als Doubledays beste Arbeit als Restaurator galt die Reparatur der Portlandvase, die ein Vandale am 7. Februar 1845 zerstört hatte. Er konnte die Vase, mit Ausnahme von 37 Fragmenten, wieder herstellen. Das British Museum zahlte ihm dafür zusätzlich £25. Die London Morning Post vom 11. Juli 1845 schrieb, dass Doubleday derart gut gearbeitet habe, dass selbst Fachleute nicht bemerken würden, dass die Vase repariert worden sei.
Zwischen 1850 und 1855 arbeitete Doubleday erneut als Restaurator für das Museum. Unter der Leitung des Ägyptologen Samuel Burch sollte er aus Mesopotamien stammende Ausgrabungsstücke aufbereiten und probierte mehrere Methoden aus. Dabei zerstörte er aber deren Oberflächen und Inschriften oder die Tafeln selbst. E. A. Wallis Budge bezeichnete Doubledays Arbeiten als „desaströs“.